# Примадона (песма)
Примадона је назив песме коју је извела руска певачица Ала Пугачова, када представљала своју земљу на Евровизији 1997. под диригентском палицом Рутгера Гунарсона.
Песма коју изводи Ала Пугачова говори о оперској певачици, која јој је била веома блиска жена и која је имала заиста компликован живот, али је коначно испунила своје снове да буде певачица и срећна је док излази на сцену.
Руска песма је завршила на 20. месту од 25 земаља учесница Евровизије.